# Ane Santesteban
Ane Santesteban (* 12. Dezember 1990 in Errenteria) ist eine spanische Radrennfahrerin, die auf der Straße aktiv ist.

## Sportlicher Werdegang
Santesteban wurde mit 18 Jahren von der baskischen Mannschaft Debabarrena-Kirolgi (bzw. Debabarrena-Gipuzkoa) unter Vertrag genommen. In diesem Jahr nahm sie für Spanien an den Straßenradsport-Weltmeisterschaften 2009 teil sowie an der letzten Ausgabe der Grande Boucle Féminine. 2012 landete sie bei den spanischen Meisterschaften erstmals auf dem Podium, im Jahr darauf gewann sie die Meisterschaften. Bis 2022 folgten noch sechs weitere Podiumsplätze.
Sie vertrat Spanien wiederholt bei Welt- und Europameisterschaften. Darüber hinaus nahm sie für Spanien am Straßenrennen der Olympischen Spiele 2016 sowie am Straßenrennen der Olympischen Spiele 2020 teil. 2017 wurde sie Opfer eines Trainingsunfalls mit Fahrerflucht.
Internationale Siege blieben ihr bislang verwehrt. Bei der Baskenland-Rundfahrt wurde sie 2018 und 2019 als beste baskische Fahrerin ausgezeichnet, und bei der Setmana Ciclista Valenciana holte sie 2020 die Bergwertung. Mehrfach erreichte sie Top-10-Resultate beim Giro d’Italia Donne, so 2018, 2020 und 2023. Sie nahm an den ersten beiden Ausgaben der Tour de France Femmes teil, 2023 als nominelle Anführerin von Team Jayco AlUla und belegte den achten Platz.
Zur Saison 2024 wechselte Santesteban zum spanischen Team Laboral Kutxa-Fundación Euskadi. Bisher bestes Resultat für ihr neues Team war der zweite Platz beim Eintagesrennen Women Cycling Pro Costa De Almería 2024.

## Erfolge
2013
- Spanische Meisterin (Straßenrennen)

2018
- Mittelmeerspiele 2018 (Straßenrennen)

2020
- Bergwertung Setmana Ciclista Valenciana